# Lino Oviedo
Lino César Oviedo Silva, né le 23 septembre 1943 à Juan de Mena (es) au Paraguay et mort le 2 février 2013  dans le département de Presidente Hayes, est un général et homme politique paraguayen qui a été chef des forces armées du Paraguay jusqu’à sa retraite de l’armée le 22 avril 1996. Oviedo a tenté un coup d’État manqué en 1996.

## Sous le régime de Stroessner
Pendant le régime de Stroessner, il s’enrichit, comme beaucoup d'autres généraux, grâce à la contrebande ou au trafic de drogue.   
Il participe au coup d’État de 1989 contre Alfredo Stroessner ; il aurait notamment « fait trembler » le dictateur en pointant son fusil sur celui-ci et en enlevant le cran de sécurité d’une grenade à main pour l’obliger à se rendre. 

## Tentative de coup d’État en 1996
Impliqué dans le conflit opposant plusieurs factions du Parti colorado dans les années 1990, il est démis de sa fonction de commandant en chef de l'armée de terre en avril 1996 par le président Juan Carlos Wasmosy. Avec le soutien d'un grand nombre d'officiers, Oviedo menace le président de lancer ses chars à l'assaut de l'ordre constitutionnel. Réfugié dans l'enceinte de l'ambassade américaine, Wasmosy négocie et lui promet de le nommer ministre de la Défense. Il revient rapidement sur sa décision devant la pression de manifestation, des États-Unis (qui menacent de suspendre l'aide militaire) et du Mercosur (qui menace d'exclure le Paraguay en cas de retour d'un régime militaire).
il décide de quitter le pays. Après un exil en Argentine, où il bénéficia de la protection de Carlos Menem, et un séjour au Brésil, il revient au Paraguay et est condamné pour le coup d’État de 1996 à dix ans de prison (il en fera trois). En outre, il est accusé d’être l’auteur idéologique de l’assassinat du vice-président José Maria Argaña et de la répression qui s’est ensuivie et a abouti à la mort de sept jeunes durant les journées connues sous le nom de « mars paraguayen ». Oviedo et ses partisans nient les accusations et affirment que le général est victime de persécution politique pour avoir essayé de réaliser des changements bénéfiques au pays. 

## Carrière politique
Il crée en 2002 l'Union nationale de citoyens éthiques (UNACE), un parti de droite issu d'une branche conservatrice du Parti Colorado ayant fait scission en 1997. 
En septembre 2008, un général de l'armée paraguayenne affirme avoir participé à une réunion au domicile de Lino Oviedo au cours de laquelle a été envisagé un coup d’État contre le président de centre-gauche Fernando Lugo. D'autres personnalités militaires et politiques étaient également présentes, dont l'ancien président Nicanor Duarte.
En 2012, il se déclare candidat à l’élection pour la présidence du Paraguay du 23 avril 2013. Le 2 février 2013, Lino Oviedo est tué dans le crash de son hélicoptère qui le ramenait d'un meeting politique. L'appareil, qui le ramenait de la ville de Concepcíon, à 500 km au nord d'Asuncion, s'est abattu dans le département de Presidente Hayes.